# Хомчиха
Хомчиха (рос. Хомчиха) — присілок в Невельському районі Псковської області Російської Федерації.
Населення становить 1 особу. Входить до складу муніципального утворення Усть-Долиська волость.

## Історія
Від 2015 року входить до складу муніципального утворення Усть-Долиська волость.

## Населення
| 2001 | 2002 | 2010 |
| ---- | ---- | ---- |
| 3    | ↗8   | ↘1   |